# Maison d'éducation de la Légion d'honneur
Pour les articles homonymes, voir Légion d'honneur (homonymie).
Les maisons d'éducation de la Légion d'honneur (MELH) sont, en France, des établissements scolaires secondaires dont l'admission est réservée aux jeunes filles dont les parents, grands-parents ou arrière-grands-parents, français ou étrangers, sont décorés de l'ordre national de la Légion d'honneur, de l’ordre national du Mérite ou de la médaille militaire.
C'est à l'origine une œuvre sociale créée par Napoléon Ier destinée à prendre en charge l'éducation de jeunes filles pauvres ou orphelines de guerre.
Les deux maisons d'éducation en service actuellement occupent l'ancien couvent des Loges dans la forêt de Saint-Germain-en-Laye, dans les Yvelines, et l'ancien cloître de la basilique Saint-Denis, en Seine-Saint-Denis. D'autres ont existé par le passé, notamment au château d'Écouen, la première à avoir été ouverte.

## Historique

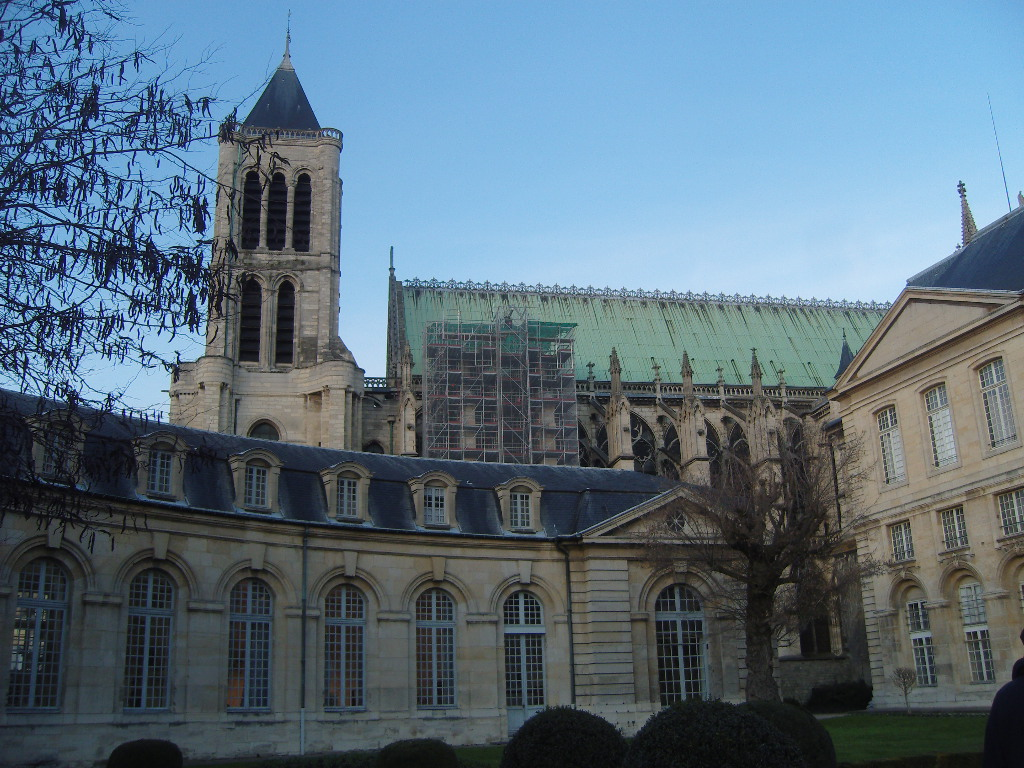
Maison d'éducation de la Légion d'honneur de Saint-Denis, avec la basilique en arrière-plan.

On ne peut éviter de faire un rapprochement entre les maisons d'éducation de la Légion d'honneur et la Maison royale de Saint-Louis créée par Madame de Maintenon à Saint-Cyr, dans les bâtiments construits par Mansart et que Napoléon affecta en 1808 à l'école des officiers de l'armée française. Il y a beaucoup de points communs entre cette nouvelle institution et l'ancienne, que le jeune Bonaparte avait connue puisque sa sœur Élisa y était élève et qu'il était venu l'y chercher en 1792 : être relié à l'ordre de la Légion d'honneur qui est lui-même dans la continuité de l'ordre de Saint-Louis, être destiné à des filles d'officiers pauvres ou orphelines, être divisé en classes ayant chacune leur couleur marquée par des rubans dans le costume, vouloir donner une éducation complète et moderne, etc. Cependant on sait que l'Empereur voulait se démarquer de Saint-Cyr, dont il n'avait pas une bonne opinion. Ainsi, dans sa lettre du 15 mai 1807 il précisait : « Gardez-vous de suivre l'exemple de l'établissement de Saint-Cyr, où on dépensait des sommes considérables, et où on élevait mal les demoiselles. »
À cette époque il existait de nombreux lycées militaires pour éduquer les garçons et en faire de futurs soldats, mais les filles étaient délaissées à cause de la dispersion par la Convention de toutes les congrégations d'enseignement. Napoléon créa ces maisons pour subvenir à l'éducation et aux besoins des filles, très souvent orphelines, de ses soldats les plus méritants. Son premier souhait avait été de prendre en charge les fils et les filles des officiers et des soldats morts à Austerlitz ; mais ce projet, présenté le 7 décembre 1805, fut finalement abandonné.
Le décret de création des maisons d'éducation de la Légion d'honneur fut signé par Napoléon à Schönbrunn le 15 décembre 1805. Ce décret prévoyait la création de trois maisons, où les filles de récipiendaires de la Légion d'honneur seraient admises entre 7 et 10 ans, l'âge de sortie étant fixé à 21 ans.
- Décret créant les maisons d'éducation de la Légion d'honneur, 24 frimaire an XIV (15 décembre 1805), Archives nationales

Décret créant les maisons d'éducation de la Légion d'honneur,, Archives nationales
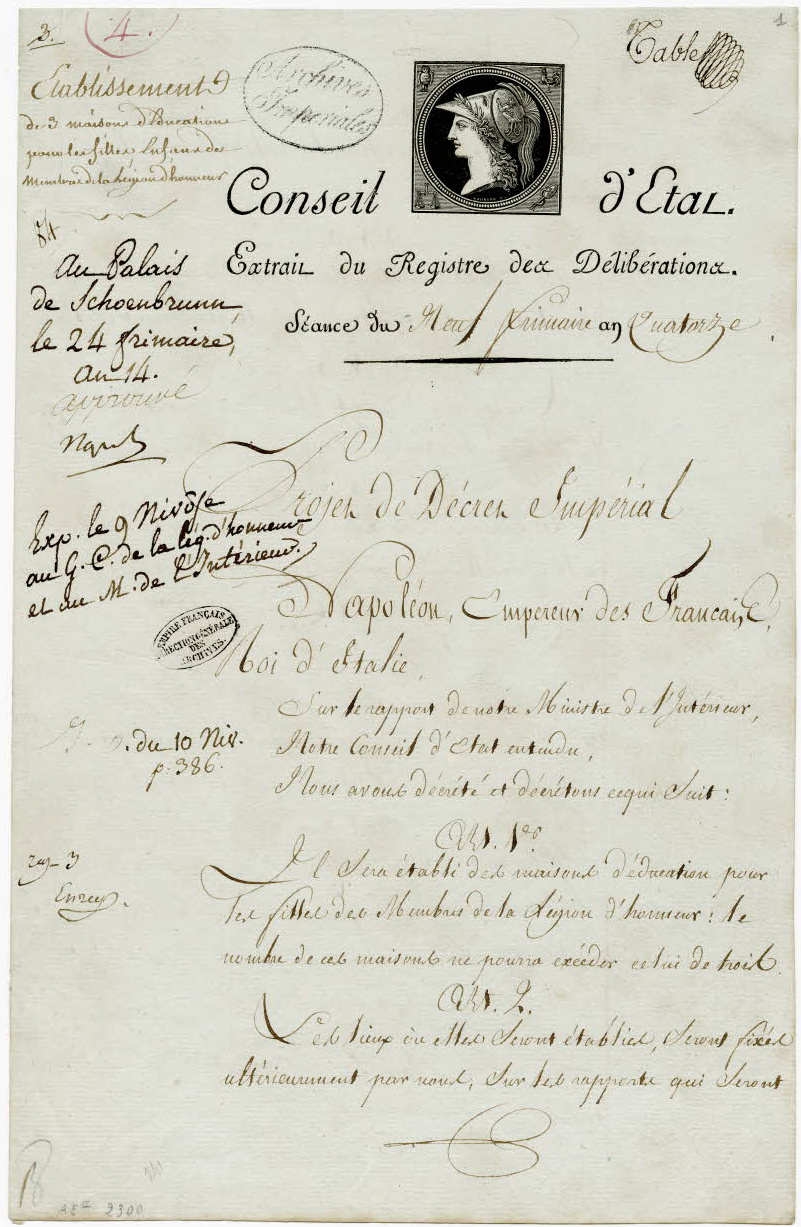
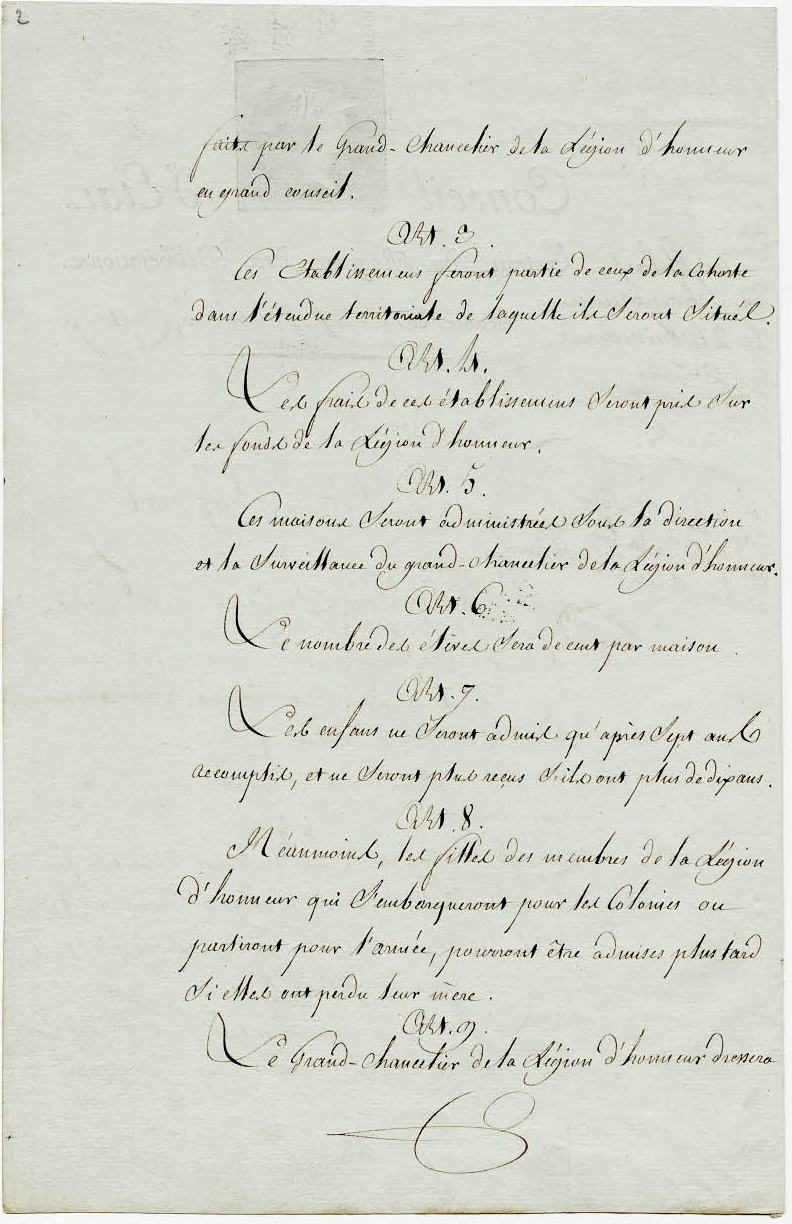
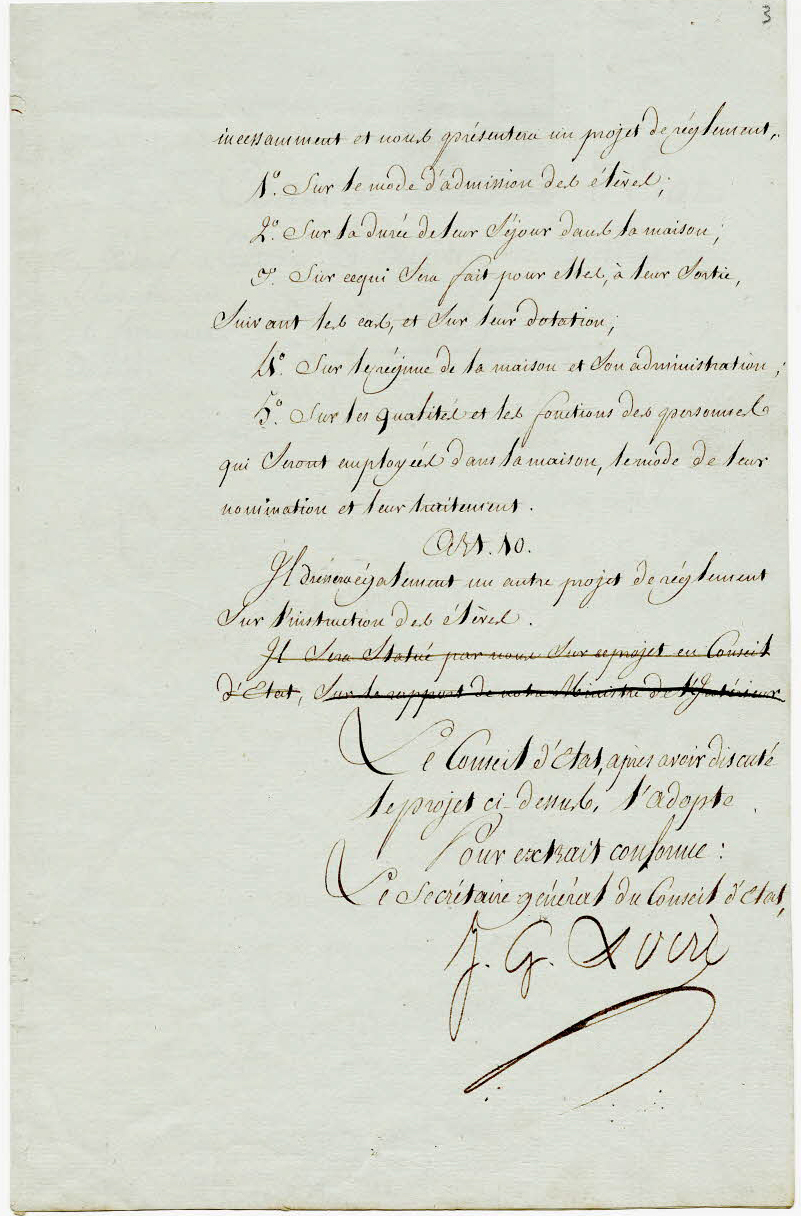

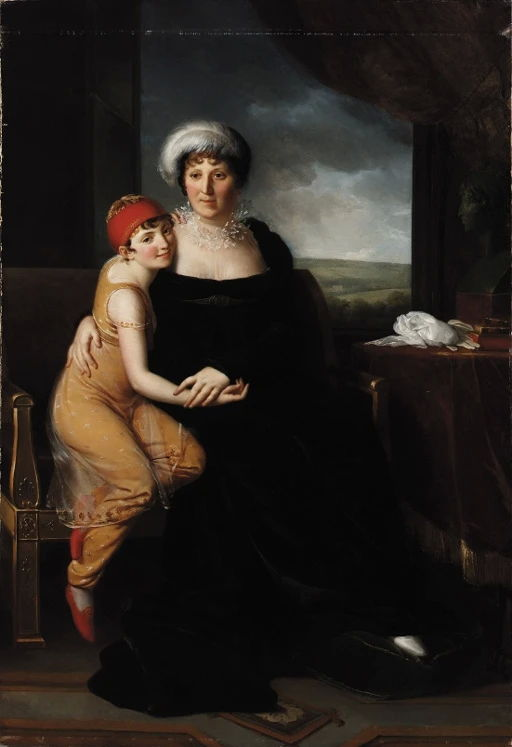
Portrait de Madame Campan et son élève Pholoé, peint en 1807 à la maison d'éducation d'Écouen par Marie-Éléonore Godefroid, où celle-ci enseignait le dessin.

La direction de la première maison d'éducation fut confiée à Madame Campan, ancienne lectrice des filles de Louis XV puis première femme de chambre de la reine Marie-Antoinette. Depuis 1794, Madame Campan tenait elle-même un pensionnat de jeunes filles à Saint-Germain-en-Laye, qui comptait parmi ses élèves Hortense et Stéphanie de Beauharnais, ainsi que Pauline et Caroline Bonaparte. Madame Campan voulait que la première maison d'éducation soit installée dans son pensionnat de Saint-Germain, mais Napoléon choisit le château d'Écouen, propriété de la Légion d'honneur depuis le 6 juillet 1806.
L'Empereur, dans une lettre du 15 mai 1807, donna lui-même les grandes lignes de l'éducation qu'il voulait procurer aux jeunes filles : « Élevez-nous des croyantes et non des raisonneuses. » Il préconisait des études simples, visant à « maîtriser la vanité qui est la plus active des passions du sexe » et à faire en sorte que les élèves deviennent des mères de famille modestes.
Le 25 mars 1809, Napoléon signa le décret de création d'une deuxième maison dans le cloître de l'ancienne abbaye royale de Saint-Denis, qui était propriété de l'État depuis 1790. Saint-Denis fut inauguré le 1er juillet 1811, et Napoléon l'inspecta le 5 août, mais l'emménagement des premières élèves n'eut lieu qu'en 1812.

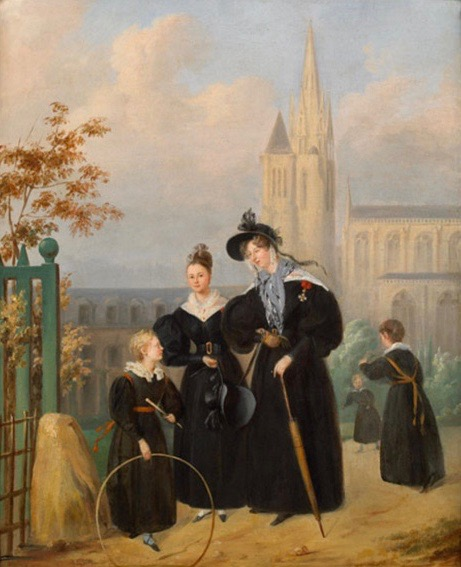
Dames éducatrices et élèves de la Maison d'éducation de la Légion d'honneur, Saint-Denis, vers 1830-1840. Musée de la Légion d'honneur, Paris.

Le 15 juillet 1810, Napoléon créa par décret les « Maisons d'orphelines de la Légion d'honneur », destinées aux orphelines de récipiendaires de la Légion d'honneur quel que soit leur grade. Ces maisons étaient tenues par des religieuses, la congrégation de la Mère de Dieu. Trois maisons d'orphelines furent créées : l'hôtel de Corberon à Paris (ouvert en hiver 1811), l'ancien couvent des Loges à Saint-Germain-en-Laye (ouvert au printemps 1812), et l'abbaye de Barbeau à Fontainebleau (ouverte en juillet 1813). L'empereur en projette également une sur le mont Valérien, à l'emplacement de l'ancien calvaire : des travaux sont initiés et Napoléon vient même visiter les lieux mais comprend soudainement leur intérêt stratégique et fait finalement convertir les bâtiments en caserne.
Dissoutes par ordonnance royale de Louis XVIII le 19 juillet 1814, les maisons d'orphelines furent rétablies le 27 septembre 1814 grâce à l'intervention de veuves d'officiers auprès du roi. Seule l'abbaye de Barbeaux ne rouvrit pas.
En 1821, l'organisation des maisons d'éducation fut repensée : Saint-Denis fut réservée aux filles d'officiers supérieurs, et les autres maisons, considérées désormais comme des « succursales », aux filles d'officiers et de soldats de rang inférieur.

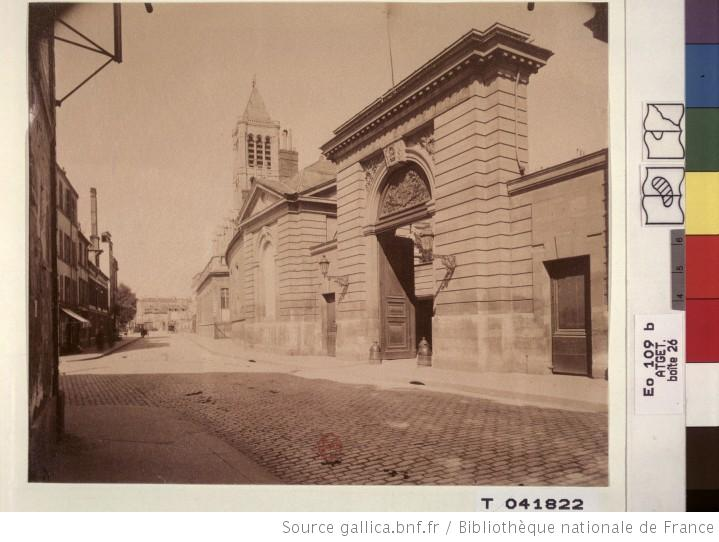
Ancienne abbaye de Saint-Denis reconvertie en maison d'éducation de la Légion d'honneur, photographiée en 1901 par Eugène Atget.

En 1881, les maisons religieuses furent laïcisées par les réformes de l'enseignement de Jules Ferry. En 1890, les maisons dispensèrent des enseignements distincts : les Loges donnaient une éducation manuelle et professionnelle, Écouen préparait au commerce et à l'enseignement, tandis que Saint-Denis préparait au brevet supérieur.
En 1920, les maisons d'éducation de la Légion d'honneur adoptèrent le même programme que les lycées ; les élèves les plus jeunes étudiaient aux Loges, les moyennes à Écouen et les plus grandes à Saint-Denis. De nos jours, c'est encore le cas : les Loges suivent le programme du collège et Saint-Denis celui du lycée.

### Écouen

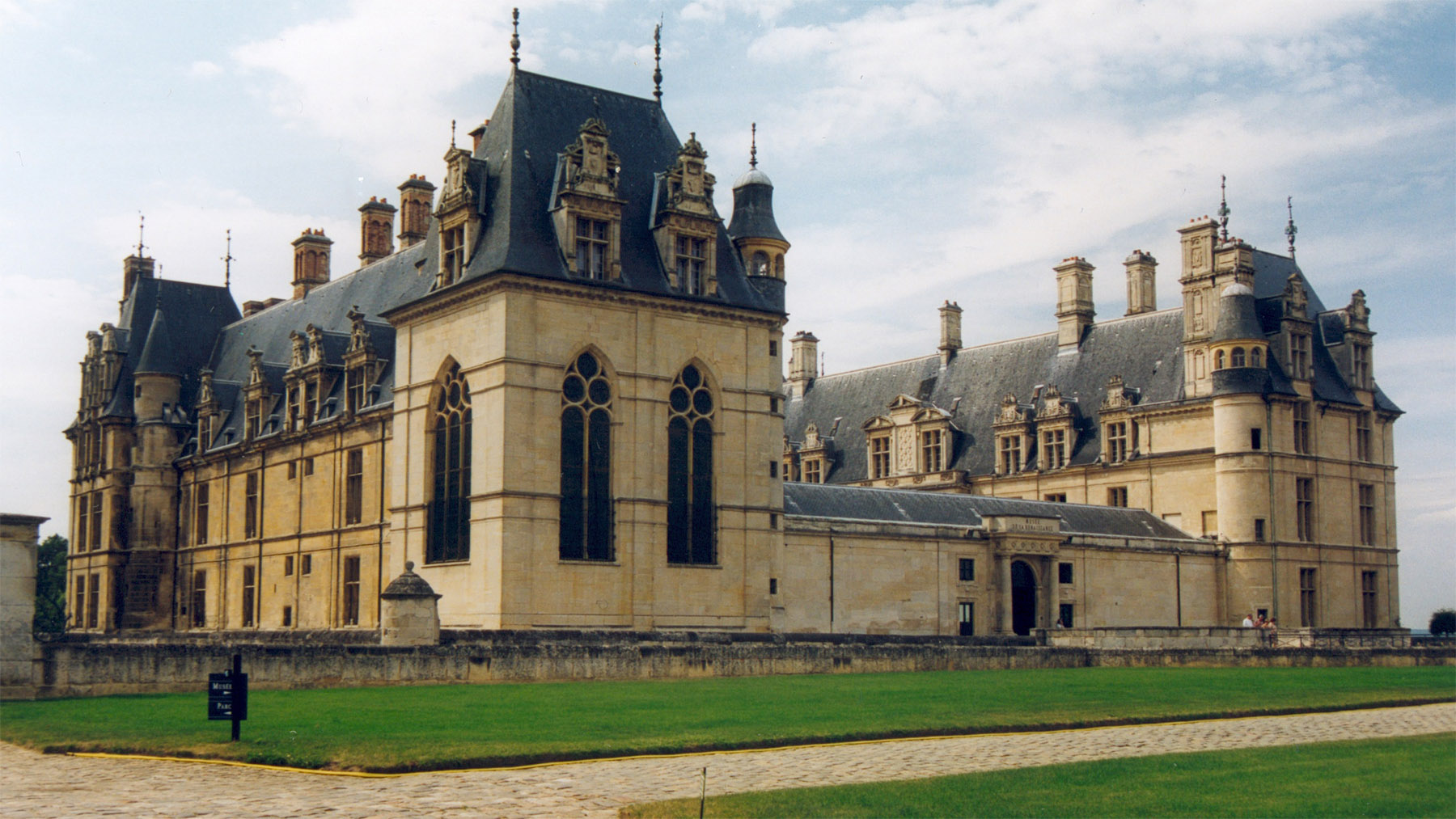
Le château d'Écouen.

Le château d'Écouen est l'endroit où fut installée la première maison d'éducation. La première rentrée y eut lieu le 17 novembre 1807 sous la direction de Madame Campan, nommée le 5 septembre 1807. Cependant, le premier règlement ne fut réellement établi qu'en 1809.
En 1814, Louis XVIII rendit le château aux Condé, qui le laissèrent plus ou moins à l'abandon à partir de 1830 ; le château redevint propriété de la Légion d'honneur à partir de 1838.
En 1962, le grand chancelier de la Légion d'honneur mit le château à la disposition du ministère des Affaires culturelles, afin qu'il accueille le musée national de la Renaissance.

### Paris
La maison d'éducation occupant l'hôtel Bourrée de Corberon, rue Barbette à Paris, fut initialement une « maison d'orphelines de la Légion d'honneur » fondée en 1811, et devint succursale de la maison d'éducation de Saint-Denis lors de leur réorganisation en 1821. Horace Lecoq de Boisbaudran y donna des cours de dessin à partir de 1847. Elle fut transférée à Écouen par Napoléon III en 1851.

### Saint-Denis

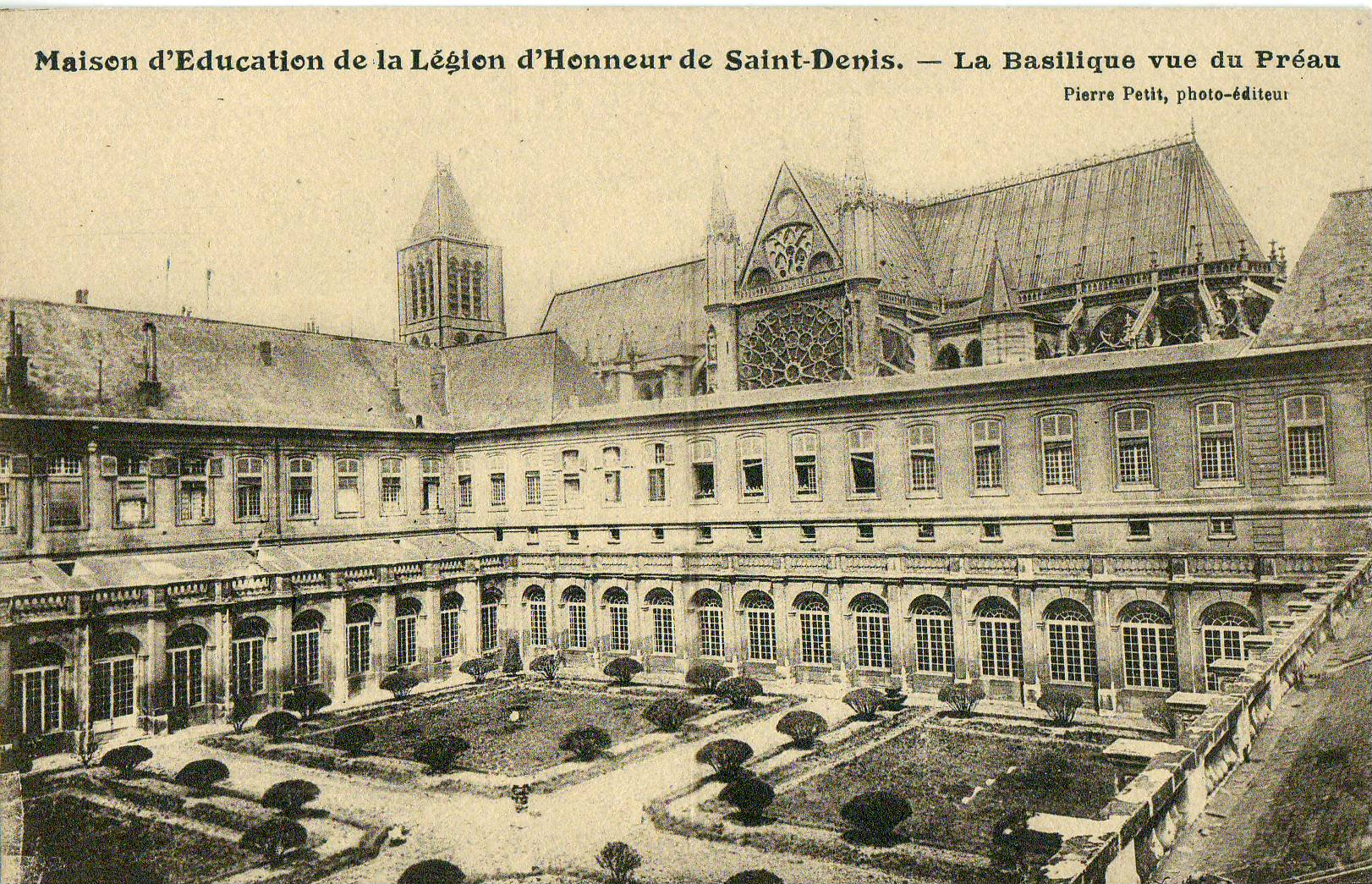
Carte postale du début du XXe siècle montrant la maison de Saint-Denis avec la basilique en arrière-plan.

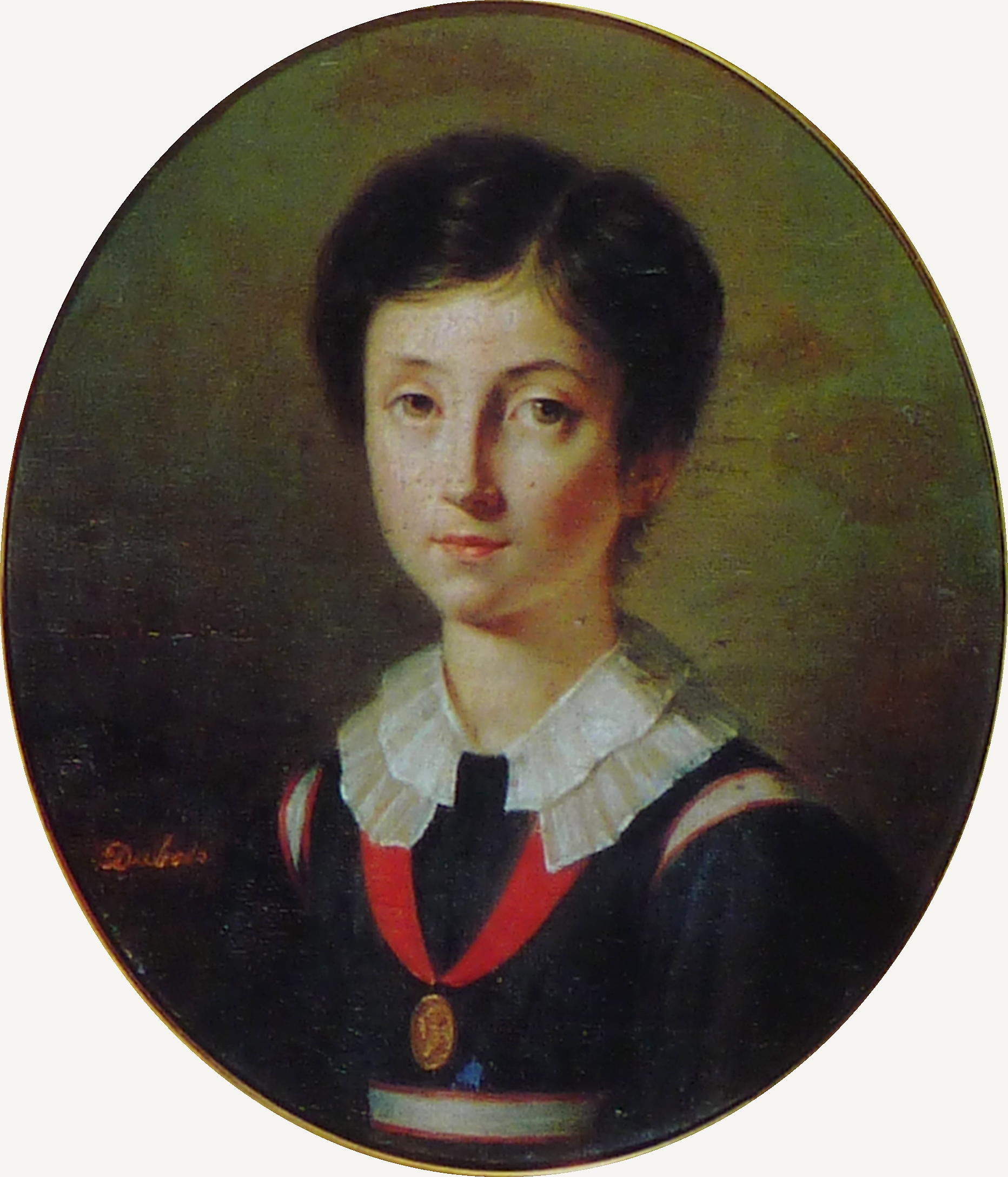
Portrait d'une élève à Saint-Denis vers 1820, elle porte la médaille d'honneur. Musée de la Légion d'honneur, Paris.

La maison d'éducation de Saint-Denis occupe le cloître de l'ancienne abbaye royale de saint-Denis, jouxtant l'église abbatiale, devenue aujourd'hui la basilique Saint-Denis.
Inaugurée le 1er juillet 1811, elle est placée sous la direction de Madame du Bouzet, veuve d'un colonel mort à Jemmapes. L'emménagement des élèves a eu lieu en 1812.
Elle est ensuite dirigée par :
- 1816-1820 : comtesse du Quengo
- 1820-1837 : Marie-Benoîte-Joséphine Prévost de La Croix, baronne de Bourgoing
- 1837-1851 : Julie-Madeleine-Sophie Forget, baronne Dannery
- 1851-1870 : Léonie Garat, veuve Daumesnil
- 1870-1888 : Pauline de Roussy, veuve Le Ray
- 1888-1913 : Amélie Ryckebusch[a]
- 1913-1919 : Louise-Justine-Thérèse Huet[b]
- 1919-1925 : Marie-Catherine-Hortense-Antoinette Maratuech[c]
- 1925-1934 : Marie-Louise Porte[d]
- 1934-1938 : Adèle-Marie-Jeanne Rogez[e]
- 1938-1941 : Alice-Charlottte Lagneau[f]
- 1941-1959 : Léonie-Esther-Berthe-Joséphine Meunier[g]
- 1959-1966 : Claude d'Alverny[h]
- 1966-1978 : Hermine du Couedic de Kergoaler
- 1978-1987 : Jeanne-Marie Faucheux
- 1987-2000 : Aliette Vandevoorde
- 2000-2012 : Huguette Peirs[i]
- 2012-2021 : Marie-France Lorente[j]
- 2021-2025 : Sophie Maraux[k]

En 1887, l'Institution fait l'acquisition de Madame Roland, sculpture du statuaire Joseph Carlier, ainsi qu'une statue de Blanche de Castille, et d'autres femmes célèbres. Disposées en face d'un drapeau français, ces statues doivent inspirer les élèves.
Le 30 janvier 1918, durant la Première Guerre mondiale, une bombe lancée d'un avion allemand explose sur la Maison d'éducation de la Légion d'honneur.
La Maison de la Légion d'honneur, aujourd'hui située rue de la Légion-d'Honneur, et son parc sont classés au titre des monuments historiques le 19 juin 1927.
Le 1er septembre 1989, Saint-Denis a ouvert une classe préparatoire de Lettres supérieures (hypokhâgne), et le 1er septembre 1994, une classe de Première supérieure (khâgne). Le 1er septembre 1990 s'est ouverte une classe de BTS de commerce international, avec option de préparation au concours d'entrée dans les écoles supérieures de commerce.
La maison accueille aujourd'hui 500 élèves de lycée de la 2de à la terminale ainsi que les classes d'hypokhâgne, de khâgne, et de BTS de commerce international,.
Depuis le bicentenaire des maisons, chaque promotion du lycée à partir de la seconde porte un nom choisi par les terminales de leur première année de lycée. Ce nom est celui d'un personnage ou d'un événement historique important, souvent lié à Napoléon (tels que Napoléon, Walewska, Campan, Bayard, dont une statue orne le parc, Arcole, Beauharnais, Marengo, Aiglon, Masséna, Wagram, Valmy, Iéna, Caulaincourt, Moskowa, Orsay, Austerlitz, Marescot, Vendôme, Quérangal, Rochambeau, Bazancourt et Galard), et chaque promotion doit le porter avec fierté.
Les promotions de classes préparatoires portent aussi chacune un nom depuis 2008. La première fut baptisée Joachim du Bellay, puis la tradition se porta sur des noms de femmes de lettres : Juliette Récamier, Anna de Noailles, Christine de Pizan, Olympe de Gouges, Marguerite de Navarre, Simone de Beauvoir, George Sand, Louise Labé, Madame de La Fayette, Françoise Sagan, Marguerite Yourcenar, Madame de Sévigné, Colette, Comtesse de Ségur, Ariane Mnouchkine, Hélène Carrère d'Encausse.
Fermé au public, le site se visite exceptionnellement dans le cadre des journées du Patrimoine. Le cadre sert aussi parfois pour des tournages de films. Ainsi le film Zombi Child de Bertrand Bonello en 2019, qui raconte l'histoire de pensionnaires de la maison de Saint-Denis, y est partiellement tourné. La maison a également été utilisée pour figurer l'« Institut des aveugles de Duroc » dans le film Les Femmes de l'ombre de Jean-Paul Salomé en 2008. En 2021 et 2022, y sont également tournées certaines séquences des films de Martin Bourboulon, Les Trois Mousquetaires : D'Artagnan et Les Trois Mousquetaires : Milady. En 2023, c'est Le Comte de Monte-Cristo d'Alexandre de La Patellière et Matthieu Delaporte qui met à l'honneur les murs de cette école. La maison de Saint-Denis accueille également certains concerts du Festival de musique de Saint-Denis.
Le réfectoire est orné d'un grand tableau représentant Le Martyre de saint Denis, de saint Éleuthère et de saint Rustique, œuvre réalisée au milieu du XVIIe siècle par le peintre flamand Gaspard de Crayer, et classée monument historique au titre objet le 19 juin 1906 ; elle se trouvait auparavant à la basilique Saint-Denis, ornant le maître autel du chœur d'hiver, une chapelle du transept sud,,.
Un espace clos du grand parc abrite un cimetière réservé à l'inhumation de personnes vivant dans la Maison d'éducation (surintendantes, élèves, personnels). Y reposent notamment les surintendantes Julie-Madeleine-Sophie Forget, Marie-Benoîte-Joséphine Prévost de La Croix et Léonie Meunier.

### Les Loges

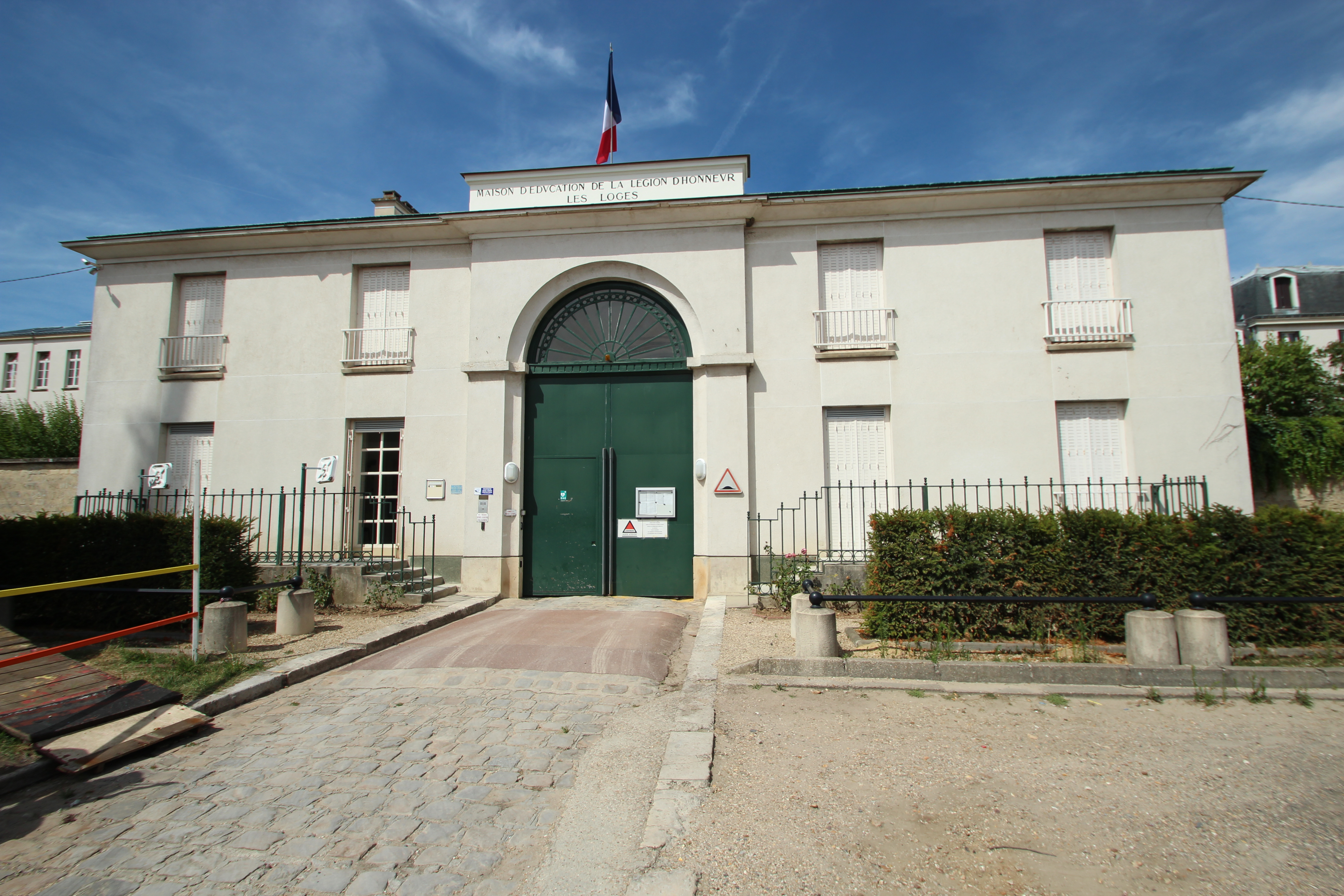
La Maison d'éducation de la Légion d'honneur des Loges.

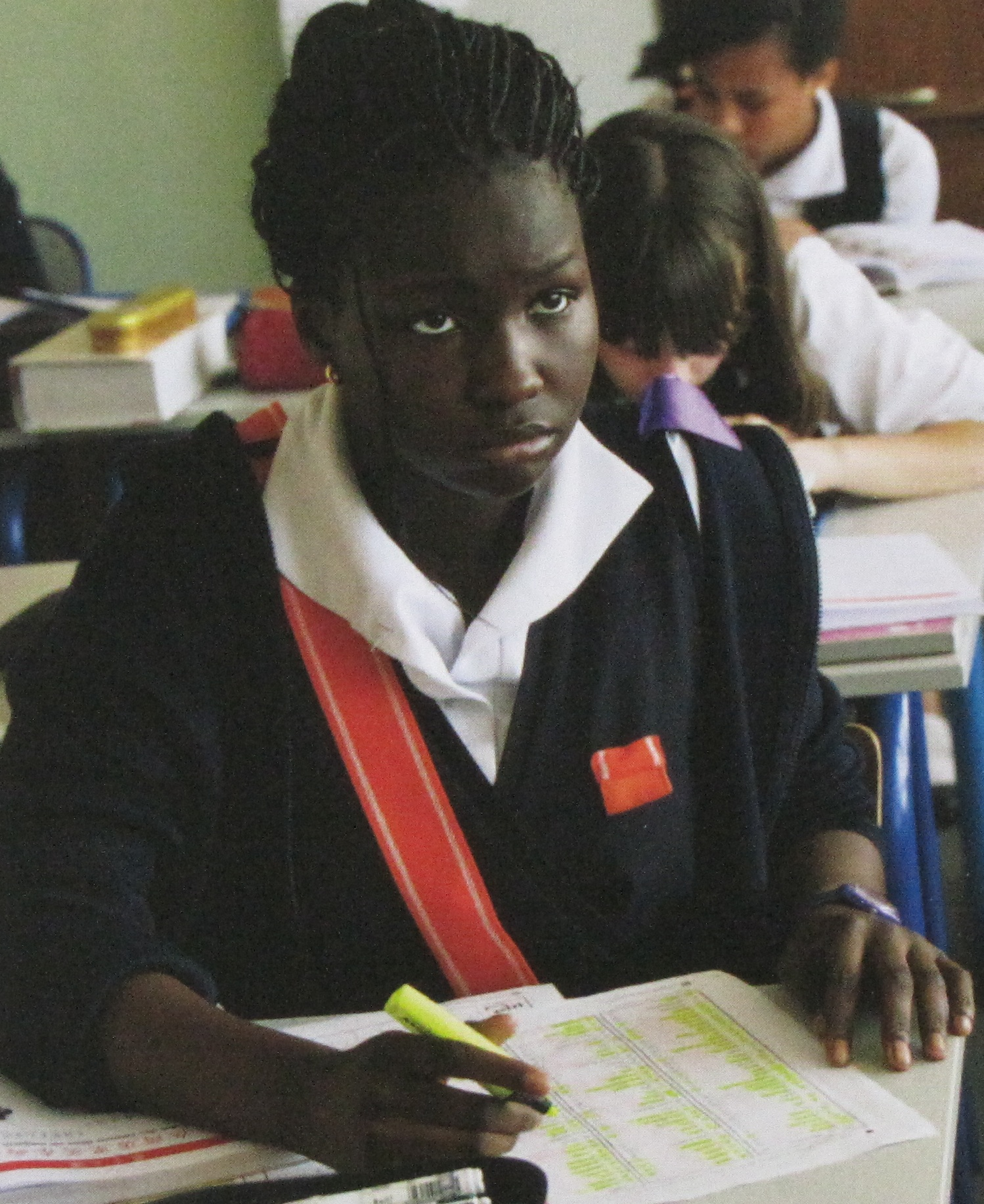
Une élève de quatrième des Loges.

La maison des Loges prend la place du couvent des Loges fondé en 1644 par Anne d'Autriche sur l'emplacement d'un couvent d'Augustins déchaussés qui occupaient depuis 1626 les ruines d'un ermitage de Saint Fiacre datant du XVIe siècle. Elle est située en plein cœur de la forêt de Saint-Germain, près du camp des Loges, à Saint-Germain-en-Laye.
À sa première rentrée en 1811, la maison d'orphelines de la Légion d'honneur des Loges est dirigée par Madame de Lezau, supérieure de la congrégation de la Mère de Dieu. En 1814, Louis XVIII supprime par ordonnance les maisons d'orphelines, mais la maison des Loges est rouverte la même année, et devint plus tard une maison d'éducation comme Saint-Denis et Écouen.
En 2006, l'ancienne cantine est réaménagée en self-service.
En octobre 2012, un nouveau bâtiment est inauguré par le grand chancelier de la Légion d'honneur, le général d'armée Jean-Louis Georgelin. Il comprend deux salles de technologie équipées, les bureaux des inspectrices, de la directrice des études et celui de la vie scolaire, les nouveaux locaux du CDI, deux salles de permanence. Une salle d'arts plastiques et une nouvelle salle des professeurs ont été intégrées à l'ancien bâtiment.
La maison accueille aujourd'hui[Quand ?] environ 500 élèves de collège. L'école est désormais accessible aux élèves handicapées grâce à l'ascenseur.
Les ceintures permettant de différencier les niveaux sont vertes pour les sixièmes, violettes pour les cinquièmes, aurores (oranges) pour les quatrièmes et bleues pour les troisièmes.

## Conditions d'admission
Les maisons sont des établissements publics, laïques et pour jeunes filles (il existe une aumônerie catholique et protestante pour les élèves pratiquantes). Les places sont réservées, par ordre de priorité, :
- aux filles, petites-filles et arrière-petites-filles de membres de l'ordre national de la Légion d'honneur ;
- aux filles, petites-filles et arrière-petites-filles des membres de l'ordre national du Mérite (depuis 1987)[18] ;
- aux filles, petites-filles et arrière-petites-filles de titulaires de la médaille militaire (depuis 2005) ;
- aux filles et petites-filles de membres étrangers de l'ordre de la Légion d'honneur (après consultation du grand maître[α]).

L'âge minimum pour entrer dans une maison est fixé à 10 ans. Les candidates ne doivent pas dépasser, dans l'année où elles sont admises, l'âge de :
- 12 ans en 6e ;
- 13 ans en 5e ;
- 14 ans en 4e ;
- 15 ans en 3e ;
- 16 ans en 2de ;
- 17 ans en 1re ;
- 18 ans en terminale.

À compter du 1er septembre 2023, le prix de la pension est fixé par arrêté à 3 150 € par an pour le secondaire et à 3 270 € par an pour les classes post-baccalauréat. La pension se paye par tiers au début de chaque trimestre, tout trimestre entamé étant dû en entier.
De même, le trousseau de premier équipement est fixé à 620 € pour le secondaire et 720 € pour le post-baccalauréat, le renouvellement incombant aux familles.
Les bourses d'études de l'Éducation nationale ne sont pas acceptées par les maisons d'éducation. Cependant, les familles aux revenus modestes peuvent bénéficier d'une réduction des frais de pension, cette réduction étant accordée au cas par cas selon leur situation.
Les demandes d'inscription doivent être envoyées avant le 15 mars de l'année de la rentrée pour les classes post-baccalauréat, et avant le 23 février pour le cycle secondaire ; les maisons d'éducation indiquent vers la mi-juin si les candidatures sont retenues.

## Internat
Toutes les élèves des maisons d'éducation de la Légion d'honneur sont pensionnaires. Aujourd'hui, le pensionnat n'est plus ouvert le week-end, faute de moyens. Les élèves rentrent dans les maisons dès le dimanche soir. La semaine commençant le lundi matin à huit heures. Chaque élève du secondaire doit avoir un « correspondant » habitant en région parisienne, qui sera chargé de venir la chercher quand elle sort de la maison, en fin de semaine, le mercredi après-midi ou en cas de sortie par l'infirmerie (maladie qui nécessite un repos).
Aux Loges, les élèves sont regroupées dans des dortoirs. Les dortoirs tiraient jusqu'en 2011 leurs noms des différentes couleurs de ceintures de l'uniforme (vert, violet, aurore, bleu, nacarat, blanc). Ils ont été renommés à l'occasion de la construction d'un nouveau dortoir et portent maintenant le nom d'illustres femmes décorées de la Légion d'honneur. Il y a à l'heure actuelle 10 dortoirs, soit un pour deux classes ou deux classes et demie.
À Saint-Denis, les secondes et les premières sont réunies en dortoir de trois classes (en moyenne 90 élèves). Il y a ainsi 4 dortoirs nommés Bayard (dont la vue donne sur une statue monumentale du chevalier Bayard ainsi que sur le parc), Chapelle (situé au-dessus de la chapelle de l'école), Quinconce (nom donné en référence à la forme dessinée par les deux pans de l'abbaye hors cloître), Intendance (situé au-dessus de l'intendance), et trois couloirs abritant les chambres de terminales : le couloir des Arts, l'aile Basilique et l'aile des Bains.
Les élèves des classes post-baccalauréat sont obligatoirement internes, mais bénéficient de mesures assouplies (possibilité de rester lors des week-ends, sortie libre jusqu’à 21 heures).

## Uniformes
Le port de l'uniforme est obligatoire. Celui-ci a connu de nombreuses variations au cours des années. Sa dernière réforme date de la rentrée scolaire 2007.
Il est constitué d'une robe bleu marine, sans manches, et d'un chemisier blanc à manches courtes en été et à manches longues en hiver puis d'un pantalon bleu marine lors des périodes de grand froid. L'uniforme est complété par une ceinture, dont la couleur indique le niveau :
- verte pour les classes de 6e ;
- violette pour les classes de 5e ;
- aurore (orange) pour les classes de 4e ;
- bleue pour les classes de 3e ;
- nacarat (rouge cerise) pour les classes de 2de ;
- blanche pour les classes de 1re ;
- multicolore (reprenant les couleurs des niveaux inférieurs) pour les classes de terminale.

La ceinture est toujours portée en « baudrier ». Les élèves portent également un caban bleu à boutons bleu marine et un béret pour les sorties officielles.
Il est fréquent de désigner par métonymie une élève ou une classe du cycle secondaire par la couleur de sa ceinture : « une verte » ou « les bleues ».
L'uniforme des classes post-baccalauréat est un tailleur bleu marine ; il est complété par une ceinture jaune pour les classes préparatoires et bleue pour les BTS, uniquement pour les cérémonies.
Le trousseau d'uniforme est acheté neuf lors de l'entrée dans une maison, et il se paye par tiers au début de chaque trimestre, y compris pour les familles qui bénéficient de réductions des frais de pension. Pour l'année 2011-2012, il coûtait 471 € pour le secondaire et 438 € pour les classes post-baccalauréat[source secondaire nécessaire].
En 2021, 612 € pour le secondaire et 672 € pour les classes post-baccalauréat[source secondaire nécessaire].

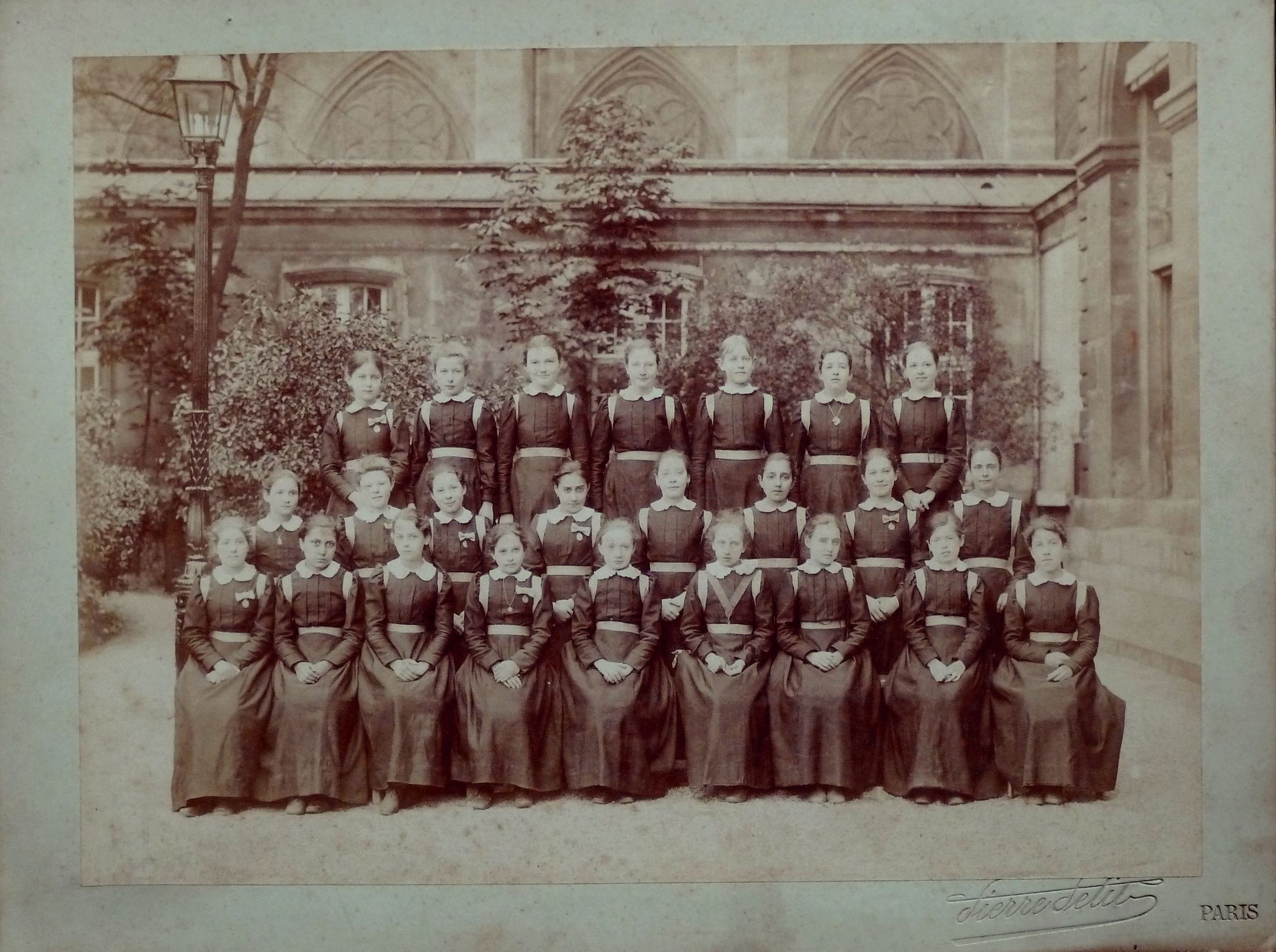
Un groupe d'élèves en 1907, photographie de Pierre Petit.
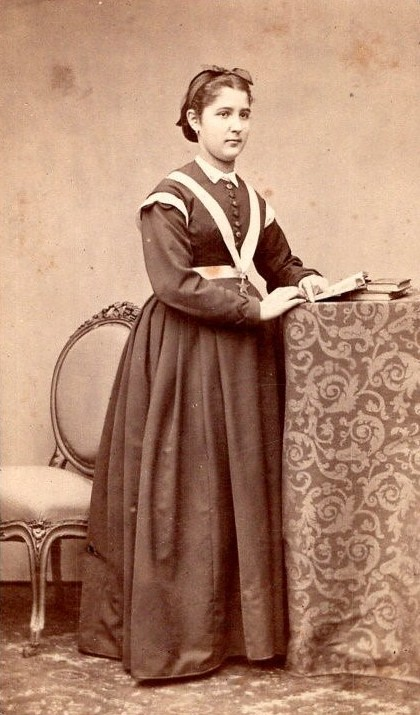
Une élève en uniforme de la maison d'éducation de la Légion d'honneur, vers 1865, photographie d'Henri Louis Lavaud.
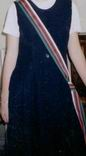
Uniforme et ceinture d'élève de terminale dans les années 1990.

## Enseignement
Selon l'article R122 du Code de la Légion d'honneur : « L'éducation donnée dans les maisons d'éducation a pour but d'inspirer aux élèves l'amour de la patrie et de la liberté ainsi que le sens de leurs devoirs civiques et familiaux et de les préparer, par leur instruction et la formation de leur caractère, à s'assurer une existence digne et indépendante ».
L'enseignement dispensé dans les maisons suit les programmes de l'Éducation nationale. Les professeurs sont détachés du ministère de l'Éducation nationale auprès du grand chancelier.
L'enseignement des langues étrangères est important : si dès la classe de 6e, les élèves peuvent étudier plusieurs langues vivantes (anglais, allemand et espagnol (depuis la rentrée 2019), comme dans les collèges ordinaires), des cours de chinois existent aussi dès la 5e. L'apprentissage des langues passe également par des échanges avec des établissements étrangers ; Saint-Denis organise notamment des séjours de quatre semaines en immersion totale. À partir de la 5e, les élèves peuvent faire du latin en option et en 3e, la possibilité de faire du grec est aussi envisageable.
Le lycée propose une filière technologique (sciences et technologies du management et de la gestion). Les différentes spécialités proposées au lycée en filière générale sont :
- Humanités, littérature et philosophie ;
- Mathématiques ;
- Histoire-géographie, géopolitique et sciences politiques ;
- Sciences économiques et sociales ;
- Physique-chimie ;
- Sciences de la vie et de la Terre ;
- Langue, littérature et culture de l'Antiquité (latin) ;
- Langue, littérature et culture étrangère anglais, allemand et espagnol ;
- Arts plastiques ;
- Musique.

Le lycée de Saint-Denis propose également une préparation au test d'anglais TOEFL et (jusqu'en 2007-2008) au concours d'entrée à l'IEP de Paris,.

### Enseignement de la musique

#### Les Loges
Il existe pour chaque niveau du collège des Loges à Saint-Germain-en-Laye une classe de maîtrise comportant une vingtaine d'élèves par niveau recevant un enseignement approfondi de chant choral, de solfège, d'histoire de la musique, ainsi qu'en piano, violon, alto, violoncelle, flûte traversière, clarinette, hautbois, harpe, guitare et batterie. Les maisons abritent des studios où les élèves peuvent s'exercer en dehors des heures d'enseignement. Les élèves maîtrisiennes donnent de nombreux concerts et chantent lors de cérémonies officielles. Elles participent chaque année au « concert présidentiel » à Saint-Denis, auquel assiste le président de la République ou son représentant.

#### Saint-Denis
Le Département de musique du lycée de Saint-Denis est hébergé dans un pavillon entièrement consacré à l'enseignement artistique. Il concerne 50 % des effectifs de l'établissement chaque année. Au rez-de-chaussée de ce bâtiment se trouve une salle de concert de 430 places qui accueille notamment les récitals du Festival de musique de Saint-Denis (Martha Argerich, Khatia Buniatishvili, Thomas Adès, Nicholas Angelich, Renaud et Gautier Capuçon, Mung-Whun Chung, Edgar Moreau, Alexandre Tharaud se sont produits dans cette salle). L'étage comporte une quinzaine de studios de répétition équipés de pianos droits, ainsi qu'une dizaine de salles de cours.
L'enseignement musical relevant d'un établissement d'enseignement public du second degré regroupe les classes d'option avec la possibilité d'une pratiques artistique collective : chœur, orchestre et musique de chambre. Les œuvres interprétées appartiennent au grand répertoire symphonique ou lyriques adaptées aux possibilités respectives des élèves. 
Les élèves musiciennes se produisent lors des auditions de classe, des concerts des élèves, des moments musicaux au palais de Salm, des cérémonies officielles, ou à l'extérieur, notamment salle Gaveau (concert présenté par Gilles Cantagrel en 2017). Le concert présidentiel réunit chaque année au printemps la maîtrise de Saint-Germain-en-Laye associée au chœur et à l'orchestre de Saint-Denis en présence du président de la République depuis Charles de Gaulle. Les présidents Georges Pompidou, Valéry Giscard d'Estaing, François Mitterrand, Jacques Chirac, François Hollande, Emmanuel Macron ont par la suite perduré cette tradition. Des professeurs externes viennent dispenser des cours de chant et d'instrument (flûte traversière, clarinette, violon, Alto, violoncelle, harpe, guitare, saxophone, piano). Les élèves sont préparées aux différents concours comme le concours national Claude Kahn en piano et le concours des Clés d'Or pour les autres instruments.

## Résultats et classements académiques

### Classement du lycée
En 2013, 100 % des élèves de terminale de Saint-Denis ont été reçues au baccalauréat (c'est-à-dire 135 élèves), avec 96,3 % de mentions, dont 53,3 % de mentions très bien. Il en est de même en 2014 (135 élèves, 100 % de réussite, 96,3 % de mentions dont 62,9 % de mentions très bien) et en 2015 (135 élèves, 100 % de réussite, 98,5 % de mentions dont 60 % de mentions très bien). En 2016, 100 % des élèves de terminale (122 élèves) ont obtenu leur baccalauréat, toutes avec mention, dont 65,6 % avec une mention très bien. En 2017, le taux de réussite est toujours de 100 % (pour 141 élèves) avec 98 % de mentions, dont 68 % de mentions très bien. En 2018, 100 % des élèves de terminale (119 élèves) ont obtenu leur baccalauréat, toutes avec mention, dont 68,9 % avec une mention  très bien. Le lycée est, compte tenu des proportions de mentions très bien obtenues au baccalauréat, l'un des meilleurs de France.
En 2025, la MELH est classée premier collège et lycée public de France.

### Classement des CPGE
Le classement national des classes préparatoires aux grandes écoles (CPGE) se fait en fonction du taux d'admission des élèves dans les grandes écoles. En 2015, L'Étudiant donnait le classement suivant pour les concours de 2014 :
| Filière | Élèves admis dans une grande école* | Taux d'admission* | Taux moyen sur 5 ans | Classement national | Évolution sur un an |
| --- | ----------------------------------- | ----------------- | -------------------- | ------------------- | ------------------- |
| Khâgne LSH | 2 / 25 élèves                       | 8 %               | 4 %                  | 12e sur 73          | 1                   |
| Source : classement 2015 des prépas - L'Étudiant (concours de 2014). * le taux d'admission dépend des grandes écoles retenues par l'étude. En khâgne, ce sont cinq écoles de commerce (HEC, ESSEC, ESCP Europe, EM Lyon, EDHEC), l'ENSAE, l'ENC et trois ENS qui ont été retenus par L'Étudiant. |                                     |                   |                      |                     |                     |

### Résultats des BTS
Il y a également 100 % de réussite au BTS Commerce international (pour la douzième année consécutive en 2013). En 2014, le BTS de commerce international a affiché un taux de réussite aux examens de 100 %.

## Fonctionnement des maisons d'éducation
Les maisons d'éducation sont sous l'autorité directe du grand chancelier de la Légion d'honneur. La dénomination des postes y est différente des établissements de l'Éducation nationale :
| M.É. Légion d'honneur | Éducation nationale                    |
| --------------------- | -------------------------------------- |
| Surintendante         | Proviseur de cité scolaire             |
| Intendante générale   | Principal de collège                   |
| Directrice des études | Proviseur adjoint                      |
| Censeur               | Principal adjoint                      |
| Économe               | Intendant                              |
| Inspectrice           | Conseiller principal d'éducation (CPE) |

La devise des maisons d'éducation de la Légion d'honneur, inscrite sur leur fronton, est « Honneur et Patrie », contrairement aux écoles publiques ordinaires dont la devise est celle de la République française : « Liberté, Égalité, Fraternité ».
Chaque classe est suivie tout au long de l'année par une chargée d'éducation (bien que la fonction soit ouverte aux hommes, elle n'est occupée que par des femmes). La chargée d'éducation (autrefois appelée « dame éducatrice ») s'occupe de sa classe en dehors des cours : pendant les études, lors des repas (qui sont servis à table dans le réfectoire à Saint-Denis), lors des sorties extra-scolaires (visites de musées, concerts, voyages de classe, etc.). Les chargées d'éducation peuvent également proposer à leurs classes des activités socio-éducatives et pédagogiques en collaboration avec les professeurs.
À Saint-Denis, les élèves sont logées dans des dortoirs d'à peu près trois classes chacun, soit environ 90 élèves tandis qu'aux Loges, les dortoirs logent à peu près deux classes chacun, soit environ 50 élèves. Ils sont surveillés par des « maîtresses d'internat ». Celles-ci peuvent les sanctionner pour une mauvaise conduite, notée par des « croix » (au bout de trois croix une punition, cinq croix une heure de colle, dix croix changement de dortoir partiel, vingt croix changement de dortoir définitif).
La vie scolaire est ponctuée de cérémonies : outre le concert présidentiel, trois fois par an désormais, pour les mi-trimestres, a lieu la « lecture du rapport » où sont annoncés les résultats des élèves — celles qui se distinguent par leurs résultats ou leur comportement reçoivent des récompenses ou « médailles » — et la traditionnelle « boum » où les élèves festoient jusqu'à 22 heures pour les sixième-cinquième et 23 heures pour les quatrième-troisième. À la fin de l'année a lieu la remise des prix, présidée par une personnalité extérieure, ainsi que par le grand chancelier de la Légion d'honneur.

## Jumelages
La maison d'éducation de Saint-Denis est jumelée avec plusieurs établissements étrangers :
- le gymnasium Max-Josef-Stift (de) à Munich en Allemagne ;
- l'Uppingham School (en) en Angleterre ;
- la St. Cecilia Academy (en), Hume-Fogg High School (en) et l'University School of Nashville (en) à Nashville aux États-Unis ;
- l'Instituto de Odivelas (pt) à Lisbonne au Portugal ;
- la maison d'éducation de Mariama Bâ sur l'île de Gorée au Sénégal.

## Événements associés
En 2002, un accent particulier fut mis sur la célébration du bicentenaire de la Légion d'honneur : lors du défilé du 14 juillet, les élèves des maisons d'éducation formèrent un puzzle de toile géant en forme de croix de la Légion d'honneur place de la Concorde à Paris, face à la tribune présidentielle. Avec leurs familles, elles furent ensuite invitées par le grand chancelier de la Légion d'honneur à dîner avec les Cadets de West Point — présents au défilé — dans les salons de l'École militaire, puis à admirer le feu d'artifice tiré sur le Champ-de-Mars.
Des délégations d'élèves de la Légion d'honneur participent à différentes cérémonies officielles, comme la séance annuelle de rentrée de l'Académie française, ou les commémorations des 8 mai et 6 juin.
En 2019, Bertrand Bonello fait de la maison de Saint-Denis un lieu clé de son film Zombi Child, y soulignant les mécanismes uniformisants de la formation des élites françaises.

## Personnalités liées à l'établissement

### Élèves
- Marie d'Agon de la Contrie, femme de lettres, auteur de romans pour la jeunesse
- Zoé Fleurentin, poétesse
- Sam Bourcier, sociologue en études de genre en France
- Laurence Equilbey, chef de chœur[32]
- Marie Espinosa, comédienne et chanteuse
- Julie de Querangal, femme de lettres
- Léonie Simaga, comédienne
- Anne-Élisabeth Lemoine, journaliste[33]
- Béatrice Ardisson, musicienne
- Ludovine de La Rochère, enseignante d'histoire-géographie en collège, présidente de La Manif pour tous
- Constance Guisset, designer et scénographe
- Gwenaële Barussaud, écrivain
- Renée David, verbicruciste
- Suzanne Ploux, femme politique
- Sophie Adenot, militaire, ingénieure et astronaute[34]

### Professeurs
- Charles Pépin, philosophie
- Jean-René Van der Plaetsen, philosophie

### Aumôniers
- Abbé Ludovic-Alexandre Dufour, 1856-1871[35]
- Abbé Gabriel Grimaud, (2000-2021)[36]
- Abbé Jean-Pascal Duloisy, actuel titulaire[37]

## Moyens d'accès
- par la station Basilique Saint-Denis.
- par la station Basilique Saint-Denis.